# إرنست بونغ
إرنست بونغ هو لاعب كرة قدم فانواتي في مركز حراسة المرمى، ولد في 29 فبراير 1984 في فانواتو. شارك مع منتخب فانواتو لكرة القدم. أما مع النوادي، فقد لعب مع نادي أميكال ‏.

## وصلات خارجية
- إرنست بونغ على موقع قاعدة بيانات كرة القدم.إي يو (الإنجليزية)
- إرنست بونغ على موقع ناشيونال فوتبول تيمز (الإنجليزية)
- إرنست بونغ على موقع Soccerway.com (الإنجليزية)